# Гуменское сельское поселение
Гуменское се́льское поселе́ние — муниципальное образование в Краснослободском районе Мордовии Российской Федерации.
Административный центр — село Гумны.

## История
Образовано в 2005 году в границах сельсовета.
Законом от 24 апреля 2019 года Гуменское сельское поселение (сельсовет) были включены все населённые пункты упразднённого Шаверского сельского поселения (сельсовета).

## Население
| 2002  | 2010  | 2012  | 2013  | 2014  | 2015  | 2016  |
| ----- | ----- | ----- | ----- | ----- | ----- | ----- |
| 1360  | ↘1260 | ↘1224 | ↘1184 | ↘1150 | ↘1127 | ↘1107 |
| 2017  | 2018  | 2019  | 2020  | 2021  |       |       |
| ↘1083 | ↗1086 | ↘1067 | ↗1465 | ↗1643 |       |       |

## Состав сельского поселения
| № | Населённый пункт | Тип населённого пункта | Население |
| - | ---------------- | ---------------------- | --------- |
| 1 | Гумны            | село                   | ↘743      |
| 2 | Кользиваново     | село                   | ↘30       |
| 3 | Плужное          | село                   | ↘487      |
| 4 | Тенишево         | село                   | ↘240      |
| 5 | Шаверки          | село                   | ↘325      |